# Peperomia caulibarbis
Peperomia caulibarbis är en pepparväxtart som beskrevs av Friedrich Anton Wilhelm Miquel. Peperomia caulibarbis ingår i släktet peperomior, och familjen pepparväxter. Inga underarter finns listade i Catalogue of Life.